# 中丸首塚伝承地
中丸首塚伝承地（なかまるくびづかでんしょうち）は、東京都小金井市前原町三丁目付近にかつて所在していたとされる、南北朝時代の金井原合戦に関連すると伝えられていた塚の所在推定地である。縄文時代の遺物散布地とあわせて周知の埋蔵文化財包蔵地「小金井市No.11遺跡」として遺跡台帳に登載されている。

## 遺跡の概要
国分寺崖線の立川面の標高53m前後に位置する。かつて「首塚」「胴塚」の2つの塚があり、1352年（正平7年）の金井原合戦の戦死者を供養したものであり、塚の上には石塔と板碑があったと伝えられる。
近隣では、北側の平代坂遺跡の国分寺崖線斜面下部付近で14世紀後半頃とされる前原地下式坑が発見、調査されており、さらに西側の貫井遺跡でも国分寺崖線斜面下位で蔵骨器が発見されている（貫井南町4丁目蔵骨器）。同じ立川面の野川中洲北遺跡、武蔵野公園低湿地遺跡でも板碑片、石塔片が出土しており、関連する時期の遺跡が点在しているといえる。また後述のとおり、関連する時期の板碑も複数残されている。

### 蔵骨器の発見
1935年（昭和10年）頃に、蔵骨器と考えられる壺が塚の付近から出土したと伝えられている。14世紀後半のものと考えられる常滑焼の壺だが、内容物が残されていたかどうかは不明である。

### 塚のその後
一帯は昭和初頭に農園となり耕作されていた。蔵骨器もその際に発見されたという。1965年（昭和40年）には土地所有者が塚を復元し、お堂を建て、蔵骨器を石地蔵の台座に納めて弔ったが、その後一切が取り払われたらしく、現在は元の所在地も明確には分からなくなっている。

### 周辺の板碑
前原町三丁目の梶家には、同家屋敷地内から出土したと伝えられる鎌倉時代後期（1308年、徳治3年）から室町時代後期（1495年、明応4年）までの多数の板碑と年代不明の宝篋印塔が保管され、小金井市の指定有形民俗文化財（「梶家所蔵板碑群」「梶家所蔵宝篋印塔」）に指定されている）。
同じく前原町三丁目の田中家墓地にも1380年（康暦2年）の紀年銘をもつ板碑が残されている。同墓地には丘状の高まりも残されているが、発掘調査が行なわれていないため塚であるかどうかは不明である。

## 出土資料
前原町3丁目出土蔵骨器（まえはらちょうさんちょうめしゅつどぞうこつき）1点は、2011年（平成23年）4月25日に小金井市指定有形文化財に指定されている。また、前原町3丁目出土板碑（まえはらさんちょうめしゅつどいたび）2点は、2011年（平成23年）4月25日に、小金井市登録有形文化財（美術工芸品）に登録されている。